# Ed Wood
Edward Davis Wood, Jr. (10. října 1924 Poughkeepsie – 10. prosince 1978 Hollywood) byl americký filmový režisér, scenárista a herec, nechvalně známý jako tvůrce „nejhorších filmů všech dob“. Jeho dílo zcela propadlo jak u diváků, tak u kritiky, až nakonec skončil jako režisér pornofilmů a autor románů o transvestitech.
Známým se stal až dva roky po své předčasné smrti, kdy byl v knize The Golden Turkey Awards, kterou spolu s bratrem napsal filmový kritik Michael Medved, označen za nejhoršího režiséra vůbec a jeho „sci-fi horor“ Plán 9 z vesmíru byl „oceněn“ jako vůbec nejhorší film. Dnes je Wood respektován ne pro svůj talent, ale pro své evidentní nadšení a lásku k filmu, které ho i přes neustálé neúspěchy poháněly k natáčení dalších a dalších filmů. Jeho dílo je také průkopnické v tematizaci transvestitismu, což bylo v jeho době ještě tabu.

## Kariéra
Jeho osobním vzorem byl Orson Welles, a podobně jako on své filmy nejen režíroval, ale psal k nim i scénáře a hrál v nich. Na rozdíl od všestranně talentovaného Wellese ale Wood zastával více funkcí hlavně kvůli neustálému nedostatku peněz, který provázel jeho natáčení. Rekvizity byly zpravidla vyráběny narychlo a co nejlaciněji, a záběry byly z úsporných důvodů jen zřídka opakovány, a to i když v nich byly evidentní chyby.
Wood pracoval s poměrně stabilním úzkým štábem a skupinou herců (resp. z velké části neherců), což ještě snižovalo náklady. Největší (ač tou dobou již pohaslou) hvězdou jeho herecké družiny byl Béla Lugosi, ve 30. letech proslulý rolí hraběte Drákuly. Aby ho Wood zapojil do filmů, občas do scénáře přidával naprosto nesouvisející bizarní postavy – ve filmu Glen or Glenda, polodokumentu o transvestitech, Lugosi například hraje šíleného vědce. Když krátce před natáčením filmu Plán 9 z vesmíru zemřel, Wood ho do snímku přesto dostal díky archivním záběrům a nasazení dubléra. Mezi dalšími jeho oblíbenými „herci“ byli švédský zápasník Tor Johnson nebo Vampira – upíří televizní hlasatelka.

## Dílo – výběr
- Glen or Glenda (1953) – fiktivní dokument o muži, který se převléká do ženských šatů.
- Jail Bait (1954) – detektivka o zločinci, který si nechá vyměnit obličej, ve stylu film noir.
- Bride of the Monster (1955) – Bela Lugosi hraje šíleného vědce, který se snaží vytvořit rasu atomových nadlidí a s jejich pomocí ovládnout svět.
- Plán 9 z vesmíru (1959) – sci-fi horor o mimozemšťanech, kteří se pokouší ovládnout Zemi pomocí oživování mrtvých.

## Životopisný film
Režisér Tim Burton natočil v roce 1994 o Woodovi filmovou biografii, kde titulní roli ztvárnil Johny Depp. Biografický snímek je inspirován knihou Rudolpha Greye a zachycuje život filmového neumětela v jeho nejplodnějším období padesátých let. Film Ed Wood je považován za jeden z nejlepších Burtonových filmů.